# 妻神社
妻神社（さいのかみしゃ）は愛知県瀬戸市に鎮座する神社。創建年代は不明。集落の小さな社だが、今に伝わる由緒から縁結びや安産などのご利益があるとされる。境内には男根をかたどった石像が鎮座している。

## 由緒

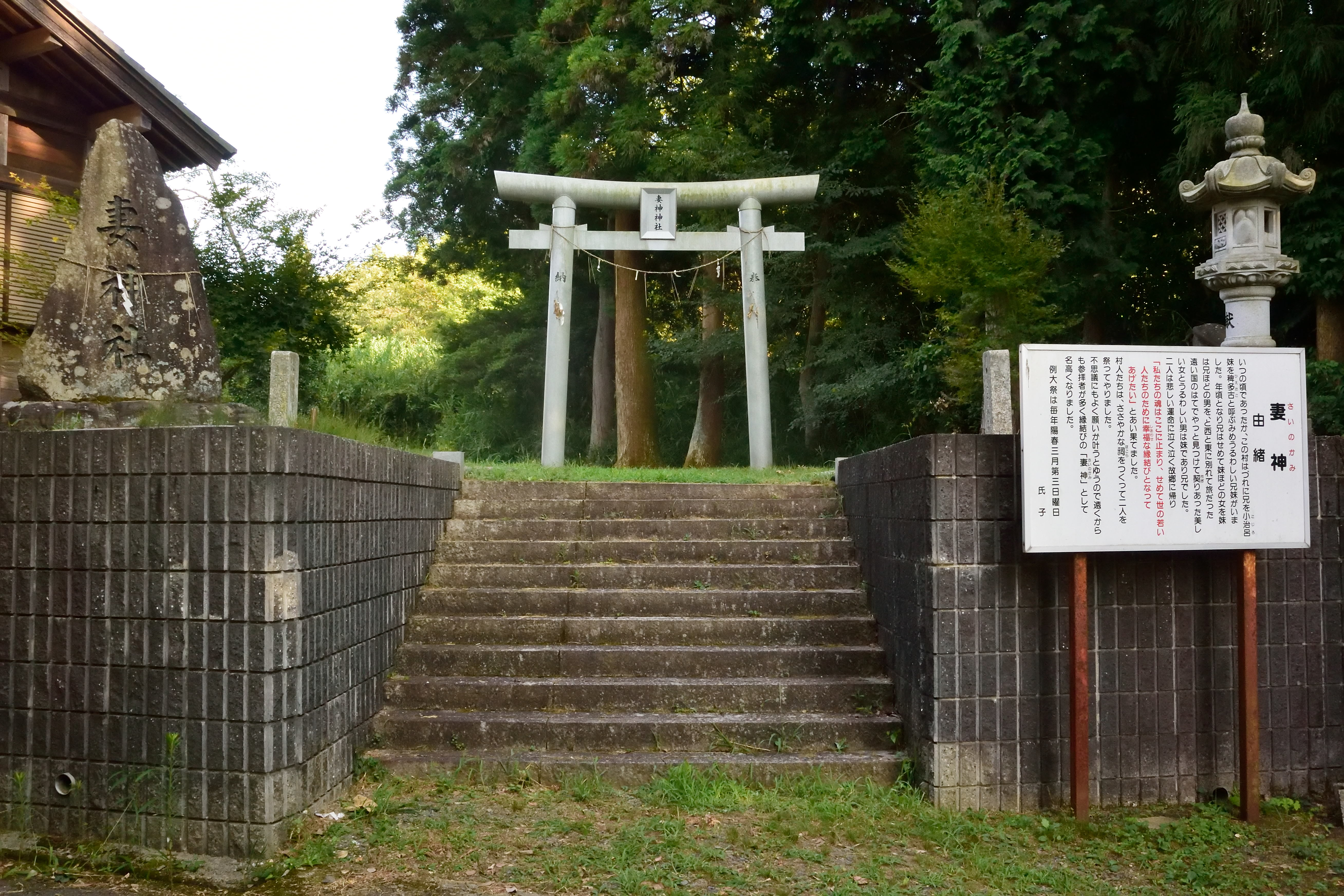
入口

この地の村はずれに小治呂と稗多古という美しい兄妹が居た。年頃となった二人はそれぞれの伴侶として、妹ほどの女、兄ほどの男を探すため西と東に別れて旅立った。遠い国の果てで遂に見つけて契りあった相手が妹であり、兄であることに気づいた二人は泣く泣く故郷に帰り、「私たちの魂はここにとどまり、せめて世の若い人たちのために幸福な縁結びとなりたい」と共に果てた。
村人は祠を作って二人を祀ったが、よく願いが叶うことから「妻神」として知られるようになったという。

## 備考
1991年（平成3年）春、長年子宝に恵まれなかった夫婦が、思い余ってある老人に相談したところ「霊験あらたかな妻之神社の前で契りを交わすと子が授かる」と聞き、すぐに実行したところ本当に妊娠した。願いが成就したので、お礼に御神酒と赤飯を御供えしていったという。

## アクセス
- 公共交通機関
  - JR東海中央本線 - 多治見駅から東鉄バス「下半田川」行、「妻之神」下車
  - 愛知環状鉄道線 - 瀬戸市駅・中水野駅から瀬戸市コミュニティバス下半田川線、「妻之神」下車（火・木・土曜日運行）
  - 名鉄瀬戸線 - 新瀬戸駅から瀬戸市コミュニティバス下半田川線、「妻之神」下車（火・木・土曜日運行）
- 自家用車
  - 国道248号 - 下半田川交差点から県道205号下半田川春日井線を約500メートル、左の側道入る。